# Skawce
Skawce – wieś w Polsce, położona w województwie małopolskim, w powiecie wadowickim, w gminie Mucharz.
Wieś leży na lewym brzegu zalewu Jezioro Mucharskie między południowo-wschodnimi stokami Beskidu Małego (Tarnawska Góra), a Beskidem Makowskim od wschodu.
Wieś Skawce składała się z zasadniczej części o nazwie Skawce (49°48′00″N 19°35′14″E/49,800000 19,587222), leżącej nad rzeką Skawą przy drodze Wadowice – Sucha Beskidzka i linii kolejowej, oraz kilku części położonych wyżej. Zasadnicza część wsi została wysiedlona i zalana wodą Jeziora Mucharskiego, pozostała część nadal jest wsią o nazwie Skawce.
| SIMC    | Nazwa             | Rodzaj                       |
| ------- | ----------------- | ---------------------------- |
| 0063087 | Bieńkówka         | część wsi                    |
| 0063093 | Borowina          | część wsi                    |
| 0063101 | Podgórki (Pogaje) | część wsi                    |
|         | Bochenkowa Dolina | część wsi, niestandaryzowana |

## Historia
Skawce powstały najwcześniej w połowie XIV wieku, kiedy zakładaniem wsi na prawie niemieckim w lasach nadanych mu w 1333 w okolicy Zembrzyc przez księcia oświęcimskiego Jana Scholastyka zajmował się Żegota z Bieńkowic. Po raz pierwszy wzmiankowane w 1422 roku. Nazwę miejscowości w zlatynizowanej staropolskiej formie Skawcze villa wymienia w latach 1470–1480 Jan Długosz w księdze Liber beneficiorum dioecesis Cracoviensis. Skawce należały wówczas do starostwa niegrodowego barwałdzkiego, w I połowie XVI wieku stanowiły niezupełnie zgodną z prawem własność Jana Komorowskiego z Żywca.
W okresie egzekucji praw, w 1563 roku zmuszony on był zrzec się Skawiec i uznać je za przynależne do starostwa barwałdzkiego. Jednak w 1664 r. Skawce należą już do księdza Sokołowskiego, a później do rozbiorów są własnością prepozytury (probostwa) św. Floriana w Krakowie. W 1782 r. Skawce skonfiskowane zostały przez Austriaków jako dobra kościelne i sprzedane w licytacji.
W XIX w. właścicielem był Żyd Alojzy Schanzer, później Henryk Schanzer, pod koniec XIX w. należały one do właścicielki Zembrzyc Teofili Znamięckiej.
W latach 1975–1998 miejscowość administracyjnie należała do województwa bielskiego.
25 października 2016 r. zamknięto drogę łączącą Mucharz z Zagórzem, jeden z ostatnich elementów pozostałych na dnie przyszłego zbiornika. Rozpoczęto fizyczną likwidację trasy, łącznie z dawnym mostem kolejowym nad Skawą. Zakończenie tych prac umożliwiło zalewanie zbiornika.

## Zabytki
W Skawcach znajdowała się zabytkowa kapliczka ku czci NMP z 1903 r., w związku z zalaniem wsi przez jezioro Mucharskie została przeniesiona, gruntownie odnowiona na nowym miejscu na Borowinie 20 maja 2012 roku.